# Joshua Brennan
Pour les articles homonymes, voir Brennan.
Pas d'image ? Cliquez ici

a Compétitions nationales et continentales officielles uniquement.

b Matchs officiels uniquement.
Dernière mise à jour le 19 juillet 2025.
Joshua Brennan, né le 28 novembre 2001 à Dublin (Irlande), est un joueur franco-irlandais de rugby à XV, international français. Il joue au poste de deuxième ligne au Stade toulousain où il est formé.
Il remporte la Champions Cup en 2024 et le Championnat de France en 2021, 2023, 2024 et 2025 avec le Stade toulousain.
Son père, Trevor Brennan, est un joueur international irlandais de rugby à XV tandis que son frère, Daniel Brennan, est également un joueur professionnel de rugby à XV.

## Biographie

### Jeunesse et formation
Né à Dublin, en Irlande, Joshua est le fils de Trevor Brennan et donc le frère de Daniel Brennan, avec qui il rejoint très tôt Toulouse, où joue à l'époque son père,. Joshua Brennan grandit à Toulouse et commence sa formation au Toulouse Lalande Aucamville où il joue jusqu'à l'âge de 12 ans, avant de rejoindre le centre de formation du Stade toulousain.
En 2021, il remporte le Championnat de France espoirs avec le Stade toulousain, en battant l'USA Perpignan 29 à 22 en finale,. Il est titulaire durant cette finale et inscrit l'essai de la victoire en fin de match,.

### Débuts professionnels au Stade toulousain (depuis 2020)
Joshua Brennan intègre l'effectif professionnel du Stade toulousain à l'été 2020, durant lequel il est notamment sélectionné pour jouer des matchs amicaux,. Âgé de seulement 18 ans, il connait sa première feuille de match officiel avec le Stade toulousain le 5 décembre 2020, à l'occasion d'un match de Top 14 contre l'Aviron bayonnais. Il entre en jeu à la place de Yannick Youyoutte à la 67e minute de jeu et voit son équipe s'imposer 24 à 20 sur la pelouse de Jean Dauger. Il joue également une seconde rencontre en fin de saison face au RC Toulon. Durant la saison 2020-2021, barré par la concurrence à son poste (Rory et Richie Arnold, Tekori, Flament, Meafou), Joshua Brennan n'apparaît qu'à deux reprises avec le maillot toulousain cette saison et joue principalement avec les espoirs avec qui il termine la saison par le titre de champion de France,. Le Stade toulousain est également champion de France chez les seniors, ce qui en fait le premier titre de sa carrière professionnelle, bien qu'il ne participe pas à la finale.
Il entame ensuite la saison 2021-2022 barré par la même concurrence que la saison passé, lui faisant espérer au mieux de jouer quelques bouts de matchs dans la saison. Cependant, il profite cette fois du départ en sélection de Thibaud Flament et Rory Arnold, et du fait qu'Iosefa Tekori est en fin de carrière pour gagner du temps de jeu. Il joue treize matchs de championnat cette saison, en entrant en jeu à chaque fois et commence à gagner en importance au Stade toulousain.
Après les départs des deuxièmes lignes Rory Arnold et Iosefa Tekori à l'issue de la saison 2021-2022, le Stade toulousain décide de ne recruter personne en deuxième ligne, comptant ainsi sur la jeunesse et surtout sur Joshua Brennan qui est en forte progression,. À 20 ans, il a la confiance du staff toulousain, qui souhaite l'installer durablement dans l'effectif dès la saison 2022-2023. Il commence alors cette saison en tant que titulaire à ce poste dès la première journée de Top 14, face à l'Union Bordeaux Bègles, profitant de la blessure à la cheville de Thibaud Flament. Il s'agit de sa première titularisation chez les professionnels. Il enchaîne ensuite les matchs et les titularisations, prouvant ainsi qu'il monte en puissance et qu'il prend de l'importance au sein de son club formateur. En janvier 2023, après une bonne première partie de saison durant laquelle il joue douze matchs dont huit titularisations et parvient donc à s'imposer dans la rotation, il prolonge son contrat avec son club formateur de trois saisons, soit jusqu'en 2026,.
Le 25 mai 2024, il est remplaçant avec le Stade toulousain en finale de la Champions Cup au Tottenham Hotspur Stadium de Londres face au Leinster. Il entre en jeu à la 69e minute à la place de François Cros. Les Toulousains s'imposent 31 à 22 après les prolongations face aux irlandais et remportent ainsi le sixième titre de champions d'Europe du club. Un mois plus tard, il est de nouveau remplaçant en finale du Top 14, organisée exceptionnellement au Stade Vélodrome de Marseille, contre l'Union Bordeaux Bègles. Il entre en jeu à la 62e minute à la place de Richie Arnold. Les Toulousains l'emportent 59 à 3, plus large score de l'histoire en finale du championnat de France.

### Carrière en sélection

#### En catégories jeunes
International français dans toutes les catégories de jeunes depuis les moins de 16 ans, dans lesquelles il est à chaque fois désigné capitaine, que ce soit avec les moins de 16 ans, 17 ans, 18 ans ou 19 ans (voire moins de 20 ans développement).
En janvier 2020, il est convoqué une première fois avec l'équipe des moins de 20 ans, faisant ensuite ses débuts contre l'Angleterre le 1er février 2020 en ouverture du Tournoi des Six Nations. Contre le pays de Galles, il retrouve aussi les galons de capitaine, en l'absence de Jordan Joseph, qui récupère néanmoins le brassard lors du match contre l'Écosse, avant que la pandémie de Covid ne mette fin au Tournoi précocement. En octobre, il est à nouveau convoqué pour un stage avec les moins de 20 ans, puis est inclus dans la liste pôle France ; s'étant également retrouvé avec d'autre espoirs à s'entrainer avec le XV de France, en préparation de la fin du Six Nations 2020.
En 2021, il est de nouveau convoqué avec les moins de 20 ans pour participer au Tournoi des Six Nations. Il joue le premier match de la compétition et se blesse à la cheville, le contraignant à manquer le reste de la compétition.

#### En équipe première
En été 2025, il est retenu pour la tournée estivale du XV de France en Nouvelle-Zélande, et est nommé titulaire pour le deuxième match de la tournée à Wellington. Le 12 juillet, il honore officiellement sa première sélection face aux All Blacks.  

## Style de jeu
Selon Laurent Thuéry, l'un de ses entraîneurs au Stade toulousain, Joshua Brennan est un deuxième ligne capable de rester debout avec le ballon et d'avancer. C'est un joueur fiable dans le domaine défensif, très présent dans toutes les tâches obscures, agressif et qui aime le combat.

## Statistiques

### En club
| Saison                 | Club                   | Championnat | Championnat | Championnat | Championnat | Compétitions EPCR      | Compétitions EPCR | Compétitions EPCR | Compétitions EPCR |
| Saison                 | Club                   | Compétition | Matchs      | Points      | Essais      | Compétition            | Matchs            | Points            | Essais            |
| ---------------------- | ---------------------- | ----------- | ----------- | ----------- | ----------- | ---------------------- | ----------------- | ----------------- | ----------------- |
| 2020-2021              | Stade toulousain       | Top 14      | 2           | -           | -           | Coupe d'Europe         | -                 | -                 | -                 |
| 2021-2022              | Stade toulousain       | Top 14      | 13          | -           | -           | Coupe d'Europe         | -                 | -                 | -                 |
| 2022-2023              | Stade toulousain       | Top 14      | 19          | -           | -           | Champions Cup          | 5                 | -                 | -                 |
| 2023-2024              | Stade toulousain       | Top 14      | 19          | 10          | 2           | Champions Cup          | 5                 | -                 | -                 |
| 2024-2025              | Stade toulousain       | Top 14      | 23          | 10          | 2           | Champions Cup          | 4                 | -                 | -                 |
| Total Stade toulousain | Total Stade toulousain | Top 14      | 76          | 20          | 4           | Compétitions de l'EPCR | 14                | 0                 | 0                 |

### En équipe nationale

#### En équipe nationale jeunes
Joshua Brennan compte plusieurs sélections avec l'équipe de France dans toutes les sélections de jeunes, à partir des moins de 16 ans. Avec l'équipe de France des moins de 20 ans, il dispute quatre matchs en deux saisons, prenant part à deux éditions du Tournoi des Six Nations en 2020 et 2021. Il n'inscrit aucun point.

#### En équipe nationale senior
Au 19 juillet 2025, Joshua Brennan compte 2 capes en équipe de France, dont 2 en tant que titulaire, depuis le 12 juillet 2025 contre la Nouvelle-Zélande.
| Année | Compétition | Matchs | Points | Essais |
| ----- | ----------- | ------ | ------ | ------ |
| 2025  | Test matchs | 2      | 5      | 1      |
| Total | Total       | 2      | 5      | 1      |

## Palmarès
- Stade toulousain
  - Vainqueur du Championnat de France espoirs en 2021.
  - Vainqueur du Championnat de France en 2021[note 1], 2023, 2024 et 2025.
  - Finaliste du Championnat de France espoirs en 2022.
  - Vainqueur de la Champions Cup en 2024.